# Янси, Рик
Ричард «Рик» Янси (англ. Richard «Rick» Yancey, род. 4 ноября 1962, Майами, Флорида) — американский писатель. 

## Биография
Рик Янси родился во Флориде в 1962 году и был усыновлён через три дня под именем Джон Ричард, однако никто не называет его первым именем. 
Его отец хотел, чтобы сын, как и он, стал юристом. Однако Рик получил диплом университета Рузвельта (Чикаго) по направлению «английский язык и литература». Вернувшись после учёбы во Флориду некоторое время работал на полставки учителем и играл в любительском театре, но затем устроился в американское налоговое ведомство, где и проработал десять лет налоговым инспектором.
В 2004 году Рик уволился со службы, чтобы стать профессиональным писателем. Свою новую карьеру он начал с книги воспоминаний «Confessions of a Tax Collector» (2004). В том же 2004 г. он опубликовал свой первый роман «Необычайные приключения Альфреда Кроппа», который был назван лучшей книгой для детей по версии Publishers Weekly и стал финалистом премии на медаль Карнеги в 2005 году. Его роман «Ученик монстролога» получил премию Майкла Л. Принца в 2010.
Живёт во Флориде вместе с женой Сэнди и тремя сыновьями.

## Романы
- The Highly Effective Detective (2006)
- The Highly Effective Detective Goes to the Dogs (2008)
- The Highly Effective Detective Plays the Fool (2010)
- The Highly Effective Detective Crosses the Line (2011)

### Серия «Альфред Кропп»
- Необычайные приключения Альфреда Кроппа: Меч королей (The Extraordinary Adventures of Alfred Kropp, 2005)
- Альфред Кропп: Печать Соломона (Alfred Kropp: The Seal of Solomon, 2007)
- Альфред Кропп: Тринадцатый череп (Alfred Kropp: The Thirteenth Skull, 2008)

### Серия «Ученик монстролога»
- Ученик монстролога (2009)
- Проклятье Вендиго (The Curse of the Wendigo, 2010)
- Кровавый остров (2011)
- Ступени, ведущие в бездну (2016)[4][5]

### Трилогия «5-я волна»
- 5-я волна (The 5-th Wave, 2013)[6]

5-я волна — экранизация, в главной роли Хлоя Морец
- Бесконечное море (The Infinite Sea, 2014)
- Последняя звезда (The Last Star, 2016)[9] — дата публикации 24 мая 2016 года[10].

### Вне серий
- A Burning in Homeland (2003)
- Confessions of a Tax Collector (2004)